# 宿州
宿州（しゅくしゅう）は、中国にかつて存在した州。唐代から民国初年にかけて、現在の安徽省宿州市一帯に設置された。

## 概要
809年（元和4年）、唐により徐州符離県に宿州が置かれた。宿州は河南道に属し、符離・蘄・虹・臨渙の4県を管轄した。
972年（開宝5年）、北宋により宿州に保静軍節度が置かれた。宿州は淮南東路に属し、符離・蘄・臨渙・霊璧の4県を管轄した。
元のとき、宿州は帰徳府に属し、霊璧県1県を管轄した。
明のとき、宿州は鳳陽府に属し、霊璧県1県を管轄した。
清のとき、宿州は鳳陽府に属し、属県を持たない散州となった。
1912年、中華民国により宿州は廃止され、宿県と改められた。